# Stemonurus celebicus
Stemonurus celebicus är en järneksväxtart som beskrevs av Valet. och Sijfert Hendrik Koorders. Stemonurus celebicus ingår i släktet Stemonurus och familjen Stemonuraceae. Inga underarter finns listade i Catalogue of Life.